# Dassault Communauté
Dimensions
Le Dassault Communauté est un avion de transport de passagers fabriqué par la Société des Avions Marcel Dassault construit en réponse à un appel d'offres de l'État français en 1954. Dassault travaille à partir de 1957 sur deux projets complémentaires : Communauté et Spirale. Le premier est un appareil de liaisons pouvant servir à l'appui-feu, le second est un appareil d'appui-feu pouvant opérer pour la liaison.

## Histoire
En 1954, l'armée de l'air émet un appel d'offres pour un appareil d'appui-feu et de liaison pour un avion de moins de 5 tonnes, pouvant voler à 400 km/h en vitesse de croisière sur 2 000 km et pouvant être armé de deux canons, de bombes, de roquettes, ou d'engins air-sol.
Sud-Aviation travaillant sur un projet similaire (le Voltigeur) les deux projets sont unifiés en 1959.
Le projet débouche deux ans plus tard sur un appareil pouvant transporter 10 personnes. Le projet est modifié en 1961 sur la base du Communauté en un appareil pouvant transporter 8 personnes sur 2 000 km ou 21 personnes sur 500 km.
Le 18 avril 1961, le ministère informe de sa préférence pour le Super Broussard.

## Variantes
MD.415 Communauté
Prototype de transport léger, un exemplaire construit. Il a volé au dessus de l'aéroport Bordeaux-Mérignac en 1959 piloté par Paul Boudier, Dominique Mourey et Jean Dillaire .
MD.410 Spirale
Prototype en version militaire, un exemplaire construit
MD.455 Spirale III
Proposition de transport à ailes hautes, non construit